# سبنسر فراي
سبنسر فراي هو سياسي أمريكي، ولد في 14 ديسمبر 1967. نشط حزبياً في الحزب الديمقراطي. وقد انتخب عضو مجلس نواب جورجيا ‏.

## وصلات خارجية
- الموقع الرسمي